# Ільюшин Ігор Іванович
І́гор Іва́нович Ілью́шин (нар. 23 квітня 1961, Дніпропетровськ, нині Дніпро, Україна) — доктор історичних наук, професор, завідувач кафедри міжнародних відносин Київського славістичного університету. Спеціалізується на новітній історії України — історії збройного опору, повстанському русі тощо.

## Біографія
Ігор Ільюшин народився в Дніпропетровську. 1988 закінчив історичний факультет Київського державного університету імені Т. Г. Шевченка (за фахом — історик, викладач історії та суспільствознавства), 1994 — аспірантуру на кафедрі історії західних та південних слов'ян Київського університету. 1995 захистив кандидатську дисертацію «Селянські військові формування у національно-визвольній боротьбі польського народу за часів Другої світової війни».
У 1995–1998 рр. Ільюшин працював асистентом кафедри історії слов'ян, з 1998 по 2003 — доцентом. Фахівець з новітньої історії Польщі та українсько-польських взаємин. Викладав у Київському університеті ім. Т. Г. Шевченка нормативний курс «Історія західних та південних слов'ян» (нова доба), спецкурси з нової та новітньої історії Польщі та інших країн Центрально-Східної Європи.
2003 року Ігор Ільюшин захистив докторську дисертацію на тему «Польське військово-політичне підпілля в Західній Україні (1939–1945 рр.)».

## Праці
Ігор Ільюшин є автором понад 50 наукових та навчально-методичних праць. Серед них:
- ОУН-УПА і українське питання в роки Другої світової війни (в світлі польських документів). — К., 2000;
- Протистояння УПА і АК (Армії Крайової) в роки Другої світової війни на тлі діяльності польського підпілля в Західній Україні. — К., 2001;
- Волинська трагедія 1943–1944 рр. — К., 2003 та ін.

Має наукові публікації у Польщі, Франції, США.

## Нагороди
Лауреат Капітули польсько-українського єднання (2009).